# Polska Rada Organizacji Młodzieżowych
Polska Rada Organizacji Młodzieżowych (PROM) – związek organizacji zrzeszających młodzież, działający od 2011 roku.
PROM tworzą odrębnie działające organizacje zrzeszające młodzież. Zgodnie ze statutem Rady, członkiem może zostać organizacja współzarządzana przez osoby w wieku poniżej 35 lat lub taka, w której całości lub w wyodrębnionych strukturach co najmniej 2/3 członków ma mniej niż 35 lat. Rada powstała 5 kwietnia 2011 roku. Od 2014 roku PROM jest członkiem Europejskiego Forum Młodzieży.

## Władze

### Zarząd[2]
- Przewodniczący: Jan Pałasz
- Wiceprzewodnicząca oraz skarbniczka: Alicja Wiśniewska
- Wiceprzewodniczący: Kamil Dobrowolski
- Aleksandra Maciejczyk
- Adrian Depa
- Dawid Kacprzyk

## Cele PROM
Organizacje, które tworzą PROM, podejmują współpracę dla osiągnięcia następujących celów:
- współtworzenie polityki młodzieżowej;
- upowszechnianie idei uczestnictwa młodzieży w życiu publicznym;
- informowanie opinii publicznej o sytuacji młodzieży w Polsce;
- reprezentowanie organizacji członkowskich wobec sektora publicznego i innych środowisk;
- rzecznictwo interesów organizacji młodzieżowych, zrzeszających młodzież i działających na rzecz młodzieży wobec administracji publicznej i innych środowisk;
- upowszechnianie informacji oraz promocja działalności organizacji młodzieżowych zrzeszających młodzież i działających na rzecz młodzieży;
- wspieranie współdziałania, wymiany informacji i doświadczeń pomiędzy organizacjami młodzieżowymi, zrzeszającymi młodzież i działającymi na rzecz młodzieży;
- ułatwianie nawiązywania kontaktów pomiędzy polskimi organizacjami młodzieżowymi i zrzeszającymi młodzież a partnerami za granicą;
- wspieranie rozwoju polskich organizacji młodzieżowych i zrzeszających młodzież.

## Organizacje członkowskie[4]

### Izba Pierwsza
- Europejskie Stowarzyszenie Studentów Prawa ELSA Poland
- Międzynarodowe Stowarzyszenie Studentów Medycyny IFMSA-Poland
- Stowarzyszenie Młodzi Demokraci
- Związek Harcerstwa Polskiego
- Związek Harcerstwa Rzeczypospolitej
- Związek Młodzieży Wiejskiej

### Izba Druga
- AIESEC Polska
- ALL in UJ
- Centrum Inicjatyw UNESCO
- Europejskie Forum Studentów AEGEE-Kraków
- Polska Młodzież Esperancka
- Polskie Stowarzyszenie Projektów Młodzieżowych
- Stowarzyszenie Centrum Wolontariatu w Kielcach
- Stowarzyszenie Elbląg Europa
- Stowarzyszenie ESN Polska
- Stowarzyszenie Państomiasto
- Stowarzyszenie Projekt Tarnów
- Stowarzyszenie Przyjaciół Międzynarodowego Ruchu ATD Czwarty Świat w Polsce
- Stowarzyszenie Przyjaciół Skwierzyńskiego Zespołu Tanecznego „Nowinka”
- Stowarzyszenie Rozwoju i Integracji Młodzieży
- Związek Młodzieży Mniejszości Niemieckiej w RP

### Członkowie Wspierający
- Fundacja Civis Polonus
- Fundacja Kreatywnej Przestrzeni i Rozwoju CampoSfera
- Fundacja Semper a Frente
- Fundacja Learn Co
- Fundacja Inicjatyw Młodzieżowych
- Fundacja Impuls Rozwoju